# Hakodate bugyō

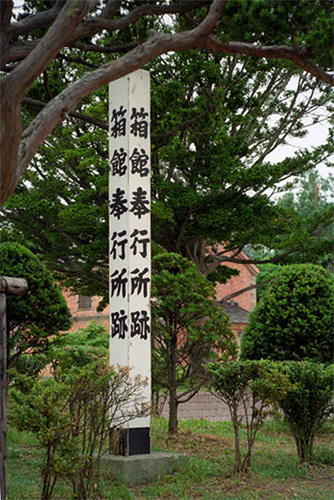
Stèle sur le site de l'ancien Hakodate Bugyō-sho.

Les Hakodate bugyō (箱館奉行) sont des fonctionnaires du shogunat Tokugawa de l'époque d'Edo du Japon. Les nominations à cette importante fonction sont généralement réservées aux fudai daimyo, mais cette position compte parmi les postes supérieurs administratifs ouverts à ceux qui ne sont pas daimyos. La traduction classique interprète ces titres japonais comme « commissaire », « surveillant » ou « gouverneur ».
Hakodate est une ville portuaire sur la côte sud de l'île de Hokkaidō, séparée du nord Honshū[pas clair] par le détroit de Tsugaru. En 1779, le shogunat des Tokugawa exerce un contrôle direct sur Hakodate, et le développement de la région s'ensuit rapidement.
Ce titre du bakufu identifie un fonctionnaire chargé de l'administration de la ville portuaire de Hakodate et du territoire voisin de Ezo. Les bugyō sont aussi directement responsables de la conduite des relations avec les étrangers dans cette région. Le bureau est créé en 1802. Il y a deux titulaires simultanément, l'un étant à un moment donné dans Hakodate et son homologue à Edo, et périodiquement, les deux échangent leurs lieux d'affectation.

## Liste deHakodate bugyō
- Takeuchi Yasunori (1854-1861)[3]
- Muzuno Tadanori (1862)[4]
- Muragaki Awaji-no-kami (1863)[5]
- Kurimoto Sebei (1867)[6]

### Source
- William G. Beasley, Select Documents on Japanese Foreign Policy, 1853-1868, Londres , Oxford University Press, 1955. Réimprimé par RoutledgeCurzon, Londres, 2001   (ISBN 0-19-713508-0 et 978-0-19-713508-2) (toile).